# Can Tana
Can Tana és una casa d'Amer (Selva) inclosa a l'Inventari del Patrimoni Arquitectònic de Catalunya.

## Descripció
Immoble de tres plantes cobert amb una teulada a dues aigües de vessants a façana. Està ubicat al costat dret de la Plaça de la Vila, però simultàniament fa cantonada a lamb el carrer Ludovico Pio.
La façana principal és la que dona a la Plaça de la Vila i està estructurada internament en dues crugies. La planta baixa consta de dos arcs de mig punt, conformant un porxo. A l'interior del porxo trobem, dos portals quadrangulars: el de la dreta equipat amb llinda monolítica i muntants de pedra i el de l'esquerra despullat de qualsevol tipus d'atribut.
En el primer pis trobem dues grans obertures rectangulars amb llinda monolítica i muntants de pedra ben treballats i escairats de pedra sorrenca, les quals són projectades com a balconades independents i equipades amb les seves respectives baranes de ferro forjat.
El segon pis repeteix el mateix esquema i solució formal que l'anterior, però difereix en dos aspectes: per una banda, les dues obertures no estan equipades amb llinda i muntants, mentre que per l'altra l'alçada de les obertures i les proporciones de les baranes són inferiors, en comparació amb les del primer pis de mida sensiblament major.
Pel que fa al treball de la forja aplicat a les baranes aquest és discret i senzill.
La majoria d'edificis de la Plaça de la Vila comparteixen entre ells tota una sèrie de paral·lelismes compositius, estructurals i formals molt evidents. I és que en tots sis (Vegeu fitxa de Ca la Tia Lola), (Vegeu fitxa de l'Ajuntament), (Vegeu fitxa de Can Setze), (Vegeu fitxa de Can Munda), (Vegeu fitxa de Ca l'Espinet) i (Vegeu fitxa de Can Tarradellas) trobem tota una sèrie de trets comuns i similituds com ara la façana estructurada en crugies combinant les dues - Ca la Tia Lola, Can Tana i Ajuntament- amb les tres - Can Munda- i una - Can Setze, Ca l'Espinet i Can Tarradellas- la coberta prima, per sobre de tot, la projecció a dues aigües de vessants a façana; la majoria d'immobles consten de tres plantes -a excepció de Can Setze, Can Munda i Ca l'Espinet de quatre--; proliferen per tota la façana un gran nombre de balconades equipades amb les seves respectives baranes de ferro forjat; el portal d'accés ha perdut protagonisme físic en quedar emmascarat per la porxada composta per arcs de mig punt; es tracta de porxades totalment heterogènies i sense seguir un patró uniforme com així ho evidencia la naturalesa irregular dels arcs de mig punt, els quals apareixen en totes les modalitats possibles: així tenim arcs de mig punt normals, arcs de mig punt rebaixats amb la llum (amplada) més accentuada que no pas la sageta (alçada) - Ca la Tia Lola- arcs de mig punt en què prima la sageta per sobre la llum -Can Tana- i arcs en què es produeix una relació equitativa entre la llum i la sageta -Ajuntament-; la pedra sol tenir poc acta de presència en les façanes fins al punt que la trobem concentrada específicament en parts molt puntuals i específiques com ara les llindes, muntants i ampits de les diverses obertures; el tipus de pedra per excel·lència i que té més difusió és la pedra sorrenca, mentre que la pedra nomolítica o pedra calcària de Girona té poc protagonisme.

## Història
L'immoble actual ofereix un magnífic estat de conservació que es deu a les obres periòdiques de manteniment i acondicionament que se solen dur a terme en tots els edificis per tal d'assegurar la seva preservació. Unes obres que es van materialitzar a principis del segle, aproximadament.
Contemplant fotografies antigues, com ara la de la fitxa del Servei de Patrimoni núm. 26.556, amb fotografies actuals, podem observar que a simple vista l'edifici no ha patit variacions.
La Plaça de la vila d'Amer on es troba l'immoble, és considerada com la segona plaça porxada més gran de Catalunya. És per aquest motiu que popularment es coneix amb el nom de Plaça Porxada.
Una de les particularitats de la plaça, és que tots els porxos són diferents, i els edificis que hi formen part són d'èpoques i estils molt variats.
El paviment de la Plaça està fet amb llambordes de diferents poblacions de Catalunya.